# Ду Фу
Ду Фу (на китайски: 杜甫; пинин: Dù Fǔ; уейд: Ду Фу, 712–770) е известен китайски поет от династията Тан. Заедно с Ли Бо се нарежда сред най-значимите китайски поети. Неговите творби са под силното влияние на китайската и японската култура и литература. Днес са запазени около 1500 от неговите творби.